# جورج إيويل
جورج إيويل (بالإنجليزية: George Ewell)‏ هو لاعب كرة قاعدة أمريكي، ولد في 29 أكتوبر 1850 في فيلادلفيا في الولايات المتحدة، وتوفي بنفس المكان في 20 أكتوبر 1910.